# مارغريت كينارد
مارغريت كينارد (بالإنجليزية: Margaret Kennard)‏ هي أعصابياتية أمريكية، ولدت في 25 سبتمبر 1899 في بروكلين في الولايات المتحدة، وتوفيت في 12 ديسمبر 1975.